# О египетских мистериях
О еги́петских мисте́риях (Περὶ τῶν Αἰγυπτίων μυστηρίων) — трактат сирийского философа-неоплатоника Ямвлиха. В 1497 году переведен на латынь и издан в Венеции Марсилио Фичино. Трактат состоит из 10 книг. Темами трактата являются теургия, иерархия божеств (боги-архангелы-ангелы-демоны-архонты), экстаз и жертвоприношения. Теург — это тот, кто способен быть выше собственной сущности. Ямвлих полагал, что соприкосновение с божественным не может быть названо знанием, поскольку не связано с родо-видовым различением.
Ямвлих опирается на знание «египетских пророков» и «халдейских мудрецов». Он утверждает врожденный характер знания о богах, который проявляется в стремлении души к благу. Помимо богов по нисходящей линии существуют демоны и герои. Особую роль в достижении единства с божественным Ямвлих отводил музыке, которая способна была ввергнуть человека в состояние экстаза. Также способами привлечения богов названы омовение, уединение и голодание. Эти способы являются частями мантики и теургии.
Из богов Ямвлих упоминает Гермеса, Крона, Ареса, Пан, Аполлон, Асклепия, Аммона и Матерь Богов.